# Carmen Kass

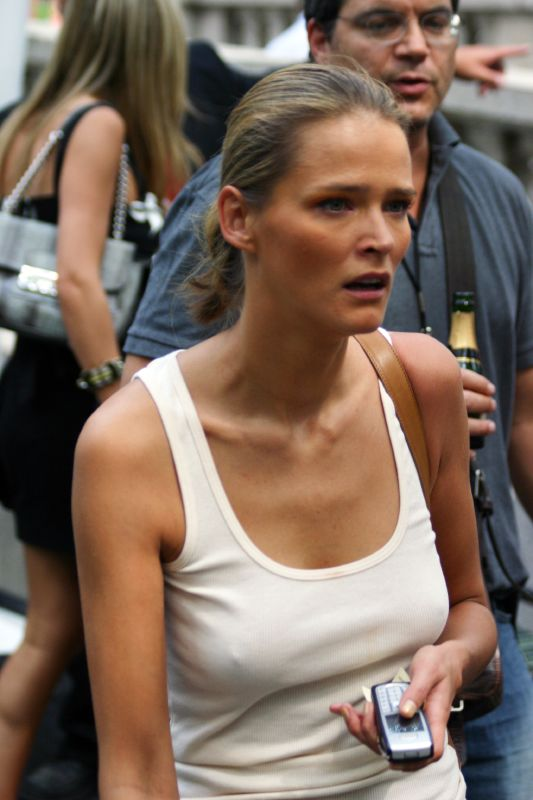
Carmen Kass

Carmen Kass (n. 14 septembrie 1978, Paide, Estonia) este un fotomodel din Estonia.

## Cariera de modeling
Kass a crescut în Paide. La vârsta de 14 ani ea fusese deja descoperită într-un supermarket din Tallinn de către un impresar italian. Kass a dorit să concureze petru titulul de Miss Estonia, dar oferta de a zbura la Milano pentru a-și începe cariera de model a părut mai strălucitor și mai practică.
Kass s-a mutat apoi la Paris la vârsta de 18 ani. A avut parte de prezențe pe coperțile unor reviste de talie mondială, precum L'Officiel și Vogue (Franța) în 1997, Elle (Australia), Image (UK), Madame Figaro, Numéro France, Vogue (Franța), și Vogue (US) în 1999.
În 1999, Kass a făcut prezentări pentru designeri de top precum Alberta Ferretti, Anna Sui, BCBG, Bill Blass, Calvin Klein, Chanel, Christian Dior, DKNY, Dolce & Gabbana, Gianfranco Ferré, Gianni Versace, Gucci, Jill Stuart, MaxMara, Michael Kors, Moschino, Nicole Miller, Prada, Oscar de la Renta, Ralph Lauren, Tommy Hilfiger, Louis Vuitton, și Valentino. 
Kass a pozat pentru reclame pentru Calvin Klein, Chanel, Donna Karan, General Motors Corporation, Guy Laroche, Krizia, și Versace. Ea este de asemenea recunoscută pentru apariția într-o campanie publicitară a retailer-ului de haine The Gap. Kass este purtătoare de cuvânt pentru Sephora, unul dintre retailerii de cosmetice de frunte din lume, și al parfumului de la Christian Dior, J'adore.
Kass a fost numită de către Vogue drept "Model of the Year" la premiile din anul 2000 VH1/Vogue Fashion Awards.

## Alte preocupări
În 2004, Kass a jucat într-un film estonian de crimă și mister numit Täna öösel me ei maga (Nu vom dormi la noapte). Ediția internațională a fost redenumită Set Point.
De asemenea, în februarie 2004, ea s-a alăturat partidului aflat la guvernare în Estonia. Kass a candidat pentru un post în Parlamentul European după ce Estonia s-a alăturat Uniunii Europene în mai 2004. A câștigat aproximativ 2000 de voturi, dar nu a fost destul pentru a fi aleasă pentru postul respectiv. În același an, ea a fost aleasă Președintă a Ligii Naționale de Șah a Estoniei cu care a susținut o campanie pentru câștigarea drepturilor de organizare a Olimpiada de Șah din 2008 în Tallinn. În final, orașul Dresden din Germania a fost ales ca gazdă a acestei Olimpiade.  Arhivat în 8 noiembrie 2005, la Wayback Machine.. 